# Raymond Domenech
Raymond Domenech (Lyon, 1952. január 24. –) francia labdarúgóedző, 2004–2010-ig a francia válogatott szövetségi kapitánya volt.

## Afrancia válogatottal

### 2006-os világbajnokság
Domenech-t a sikertelen 2004-es Eb után nevezték ki a francia válogatott élére. Első komoly megmérettetése a 2006-os világbajnokság volt.
Egy Kína elleni előkészítő mérkőzésen a válogatott egyik legjobb támadója, Djibril Cissé súlyos sérülést szenvedett, így Henry mellett hol Saha, hol Trezeguet, hol pedig Govou játszott. Általában azonban Henry egyedül volt támadó, és ezt a felállást meg kellett szokniuk a franciáknak. A vb-n az első meccsük Svájc ellen volt, 0-0 lett. Mivel a második meccsen is csak döntetlenre futotta Dél-Korea ellen, így Togo ellen kötelező volt győzniük. Ez sikerült, így továbbjutottak. A nyolcaddöntőben a spanyolok ellen 3-1-re nyertek Zidanék. A következő meccsen a Brazília volt az ellenfél. Bár előzetetsen a selecaót tartották erősebbnek, a franciák Henry góljával nyertek 1-0-ra, és kiejtették a címvédőt. Az elődöntőben Zidane tizenegyes góljával nyertek szintén 1-0-ra, a portugálok ellen, így a döntőben a németeket búcsúztató Olaszországgal játszottak. A döntő első pár percében Marco Materazzi buktatta Maloudát, így tizenegyeshez jutottak a franciák, amit Zidane értékesített. Materazzi egy fejes góllal tette jóvá hibáját, és ez az 1-1 a mérkőzés végéig megmaradt. A hosszabbításban Zidane mellkason fejelte Materazzit, a francia piros lapot kapott, de az emberelőnyt nem tudták kihasználni az olaszok. A tizenegyes-párbajban Trezeguet kihagyott büntetője után Grosso értékesítette a magáét, így világbajnokok lettek az olaszok, a franciáknak pedig be kellett érniük az ezüstéremmel. Domenech azonban maradhatott a francia kispadon, mivel a francia szövetség előzetesen az elődöntőbe jutást tűzte ki célul.

### 2008-as Európa-bajnokság
A 2008-as Eb selejtezőn a válogatott legnagyobb ellenfele a vb-címvédő olasz válogatott volt, már a sorsolás után szinte biztosra lehetett venni, hogy ez a két csapat fog kijutni az Eb-re. Végül a francia válogatott a 2. helyen zárt az olaszok mögött.
Az Európa-bajnokságon a franciákat a C csoportba, Románia, Hollandia, és újra Olaszország mellé, a halálcsoportba sorsolták. Az első meccsen Románia ellen 0-0-s döntetlennel nyitott a csapat. A második meccsünkön esélyük se volt a franciáknak, a fantasztikus formában játszó hollandok 4-1-es sikert arattak. Így két meccs után Franciaország és Olaszország is csak 1 ponttal állt, az utolsó meccset pedig egymás ellen játszották. Aki itt győzni tud az továbbjut a negyeddöntőbe. A mérkőzés 24. percében Eric Abidal szabálytalankodott a 16-oson belül, a tizenegyest Andrea Pirlo berúgta, aztán a 62. percben De Rossi megpattanó szabadrúgása után már 2 góllal vezettek az olaszok. Több gól már nem született, Olaszország kiejtette a franciákat az Eb-ről. A hatalmas kudarc után Domenech azonban maradhatott a válogatott élén.

### 2010-es világbajnokság
A francia válogatott a vb-selejtező csoportjában csak a 2. helyen végzett Szerbia mögött, így pótselejtezőt kellett játszania Írországgal. Az első meccsen idegenben 1-0-ra nyertek a franciák, a visszavágón pedig Henry a 103. percben kézzel adott gólpasszt Gallas-nak, így egy szabálytalan góllal sikerült kijutniuk Dél-Afrikába. A vb-n is gyenge játékot mutatott a csapat, csak az első meccsen, Uruguay ellen sikerült pontot szerezniük (0-0). A Mexikó elleni 2-0-s vereséggel nagyon nehéz helyzetbe került Franciaország, ráadásul a mérkőzés félidejében Nicolas Anelka beszólt az őt kritizáló Domenech-nek, ezért hazaküldték. A csapattársai azonban a csatár hazazavarása miatt bojkottálták az edzést és közleményt adtak ki, melyben kiálltak Anelka mellett. Nagyon feszült légkör alakult ki a játékosok és az edzői stáb, de legfőképp Domenech között. Az utolsó meccsen végül 2-1-s vereséget szenvedett a csapat Dél-Afrikától, így 3 meccs után 1 ponttal, 1 rúgott és 4 kapott góllal csoportja utolsó helyén végzett, és kiesett a francia válogatott. A vb után lejárt Domenech szerződése, és Laurent Blanc vette át a helyét.